# Secamone punctulata
Secamone punctulata är en oleanderväxtart som beskrevs av Joseph Decaisne. Secamone punctulata ingår i släktet Secamone och familjen oleanderväxter. Inga underarter finns listade i Catalogue of Life.